# عرق (نوشیدنی)
عرق (به انگلیسی: Arak) نام عمومی نوشیدنی‌های الکلی است که از تقطیر انواع میوه‌ها به دست می‌آید. درجنوب و شرق اروپا، ترکیه، اسرائیل و کشورهای عرب خاورمیانه عرق از تخمیر و تقطیر گیاه انیسون به دست می‌آید و آن را در جریان تولید با بذر گیاهانی مانند بادیان یا رازیانه معطر می‌کنند و معمولاً همراه با آب و یخ مصرف می‌کنند که این کار باعث آزاد شدن اسانسهای گیاهی محلول در الکل (ولی نامحلول در آب) شده و نوشیدنی را کدر و شیری رنگ می‌کند. این نوشیدنی را نباید با نوشیدنی الکلی ای که در جنوب و جنوب‌شرق آسیا تولید می‌شود و آن را ارک می‌خوانند یا با آنچه که در ارمنستان به‌جای ودکا عرق می در ایران معروف‌ترین عرق از تخمیر و تقطیر کشمش حاصل می‌شود که به آن عرق سگی می‌گویند.

## نگارخانه

انواع عرق
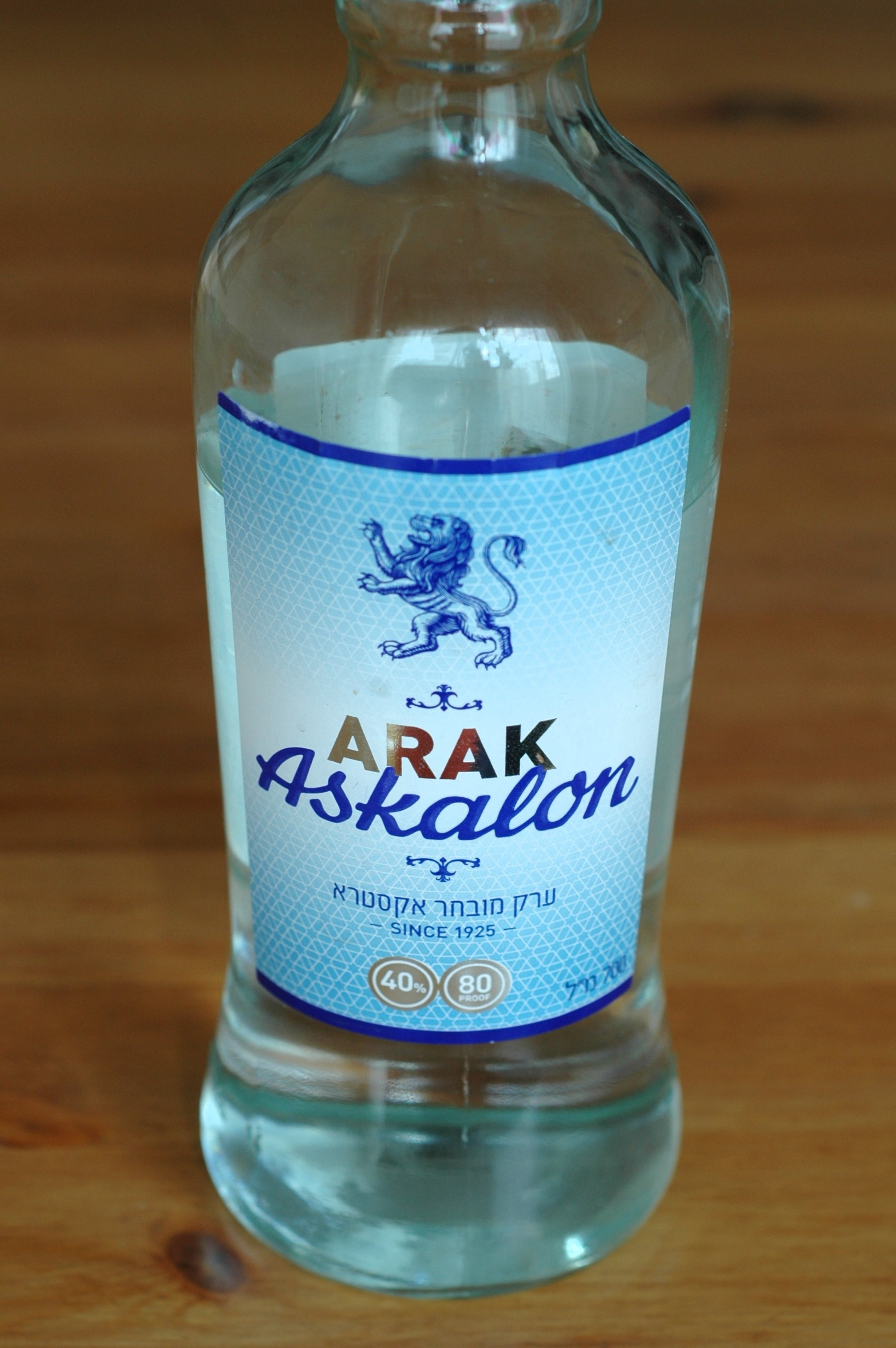
یک بطری عرق ساخت اسرائیل
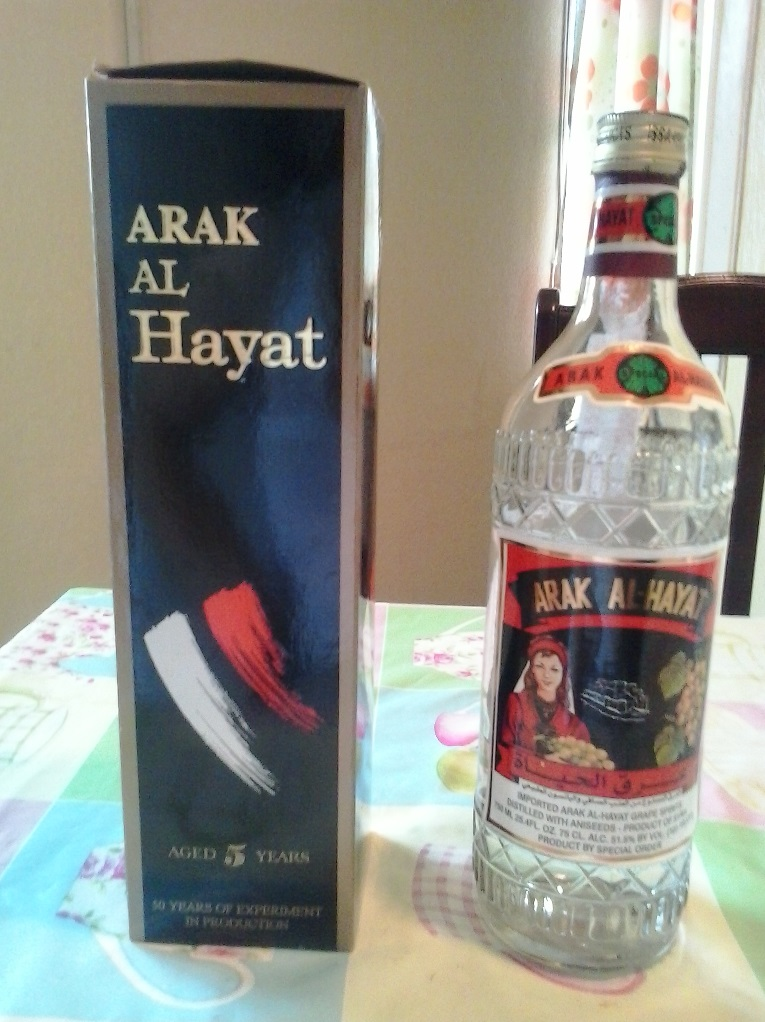
تصویری از یک بطری عرق ساخت سوریه
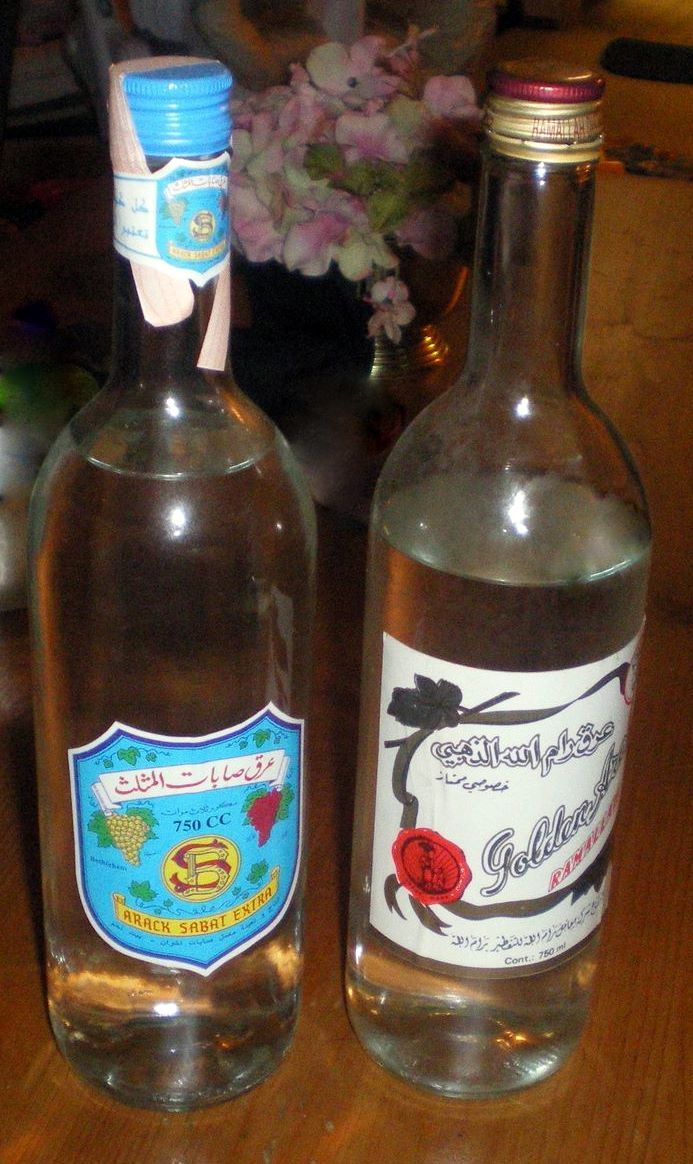
دو بطری عرق ساخت فلسطین
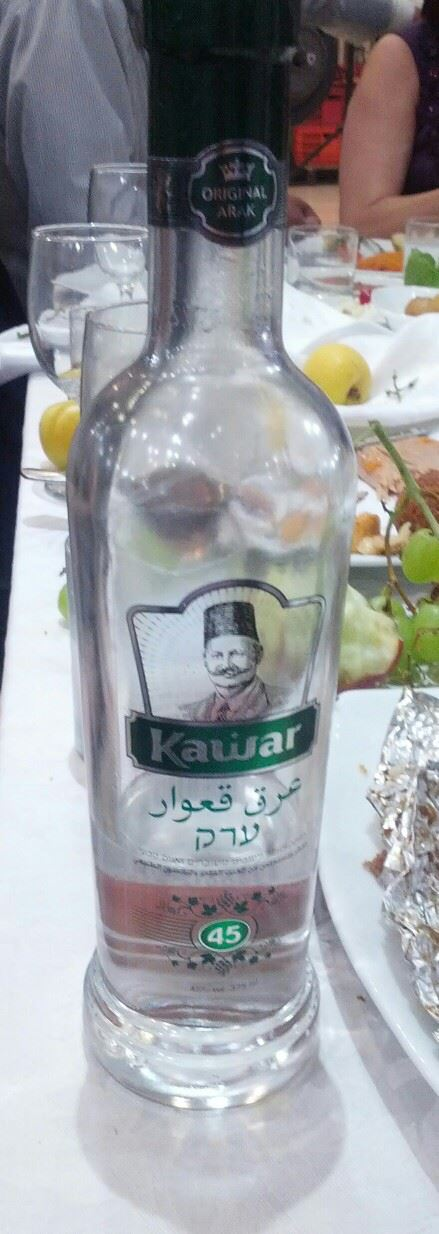
یک بطری عرق ساخت ناصره